# Commando: La autobiografía de Johnny Ramone
Commando: La autobiografía de Johnny Ramone es un libro autobiográfico escrito por el guitarrista Johnny Ramone de la famosa banda de punk rock The Ramones. El libro fue publicado en el 2012 por Linda Ramone, esposa de Johnny. El músico falleció en el 2004 debido a complicaciones de cáncer de próstata.

## Contenido
Commando narra la vida de Johnny Ramone, el cual empezó a escribir el libro en 1999 cuando le fue diagnosticado cáncer de próstata. En una entrevista a la Revista Billboard, Linda Ramone comentó:

Es un libro realmente poderoso, porque su vida entera ha pasado a través de él y él sabe como terminará, por lo que realmente necesita contarle a la gente cómo se siente y eso es lo que lo hace más emocionante. Es el sentimiento más poderoso, escribir un libro cuando sabes que realmente estás muriendo.

El libro consta de 176 páginas y contiene imágenes escogidas por Linda Ramone. Contiene episodios de la niñez de Johnny y gran parte de sus experiencias cuando era miembro de The Ramones. El epílogo fue escrito por Lisa Marie Presley, amiga cercana de Johnny y Linda.

## Recepción
El libro fue lanzado en abril de 2012. Antes de su lanzamiento, Linda Ramone promocionó la autobiografía dando entrevistas a medios escritos y televisivos, incluyendo Fox News, Billboard Magazine, y MTV. El libro ha sido reseñado por publicaciones certificadas como Houston Chronicle, el National Post, PopMatters y MTV, el cual califica al libro como "necesario para cualquier fanático de los Ramones".